# The Beverly Hillbillies
The Beverly Hillbillies è una sitcom statunitense originariamente trasmessa per nove stagioni dalla CBS dal 1962 al 1971. La serie fu ideata da Paul Henning e vedeva protagonisti Buddy Ebsen, Irene Ryan, Donna Douglas e Max Baer Jr. La serie ruota intorno ad una povera famiglia di campagnoli trasferitasi a Beverly Hills, in California, dopo aver trovato il petrolio nel proprio terreno.
The Beverly Hillbillies si è classificata tra le prime dodici serie televisive più viste per sette delle nove stagioni in cui è andata in onda, raggiungendo per due volte la prima posizione, con una serie di episodi che rimangono fra i più visti nella storia della televisione.
L'enorme popolarità della serie ha fatto sì che nel 1993 la 20th Century Fox abbia prodotto il remake A Beverly Hills... signori si diventa.

## Trama
Jed Clampett, un povero campagnolo, che vive insieme alla figlia e alla suocera, un'arzilla vecchietta, è proprietario di una palude. Un perito della OK Oil Company si rende conto che la palude è un giacimento di petrolio, e la compagnia paga una fortuna a Jed per avere il diritto di perforare nel suo podere per estrarvi il prezioso olio. La cugina Pearl convince Jed a trasferirsi in California dopo essere venuta a sapere che la sua modesta proprietà può fruttargli oltre 25 milioni di dollari.
La famiglia si trasferisce in una villa a Beverly Hills e diventa vicina di casa del banchiere Milburn Drysdale. I Clampett portano una vera e propria ventata di freschezza e simpatica rozzezza all'ambiente snob del quartiere, mettendo in imbarazzo con i loro modi di fare "campagnoli" e senza pretese la superficialità della comunità. Lo scontro tra questi due ambienti tanto diversi è il punto cruciale dell'umorismo sul quale è basata la sitcom. Le trame degli episodi spesso vertono sugli sforzi di Drysdale di far restare i Clampett a Beverly Hills e, soprattutto, i loro soldi nella sua banca. I Clampett infatti, sono il maggior correntista dell'istituto di credito.

## Episodi
| Stagione         | Episodi | Prima TV USA | Prima TV Italia |
| ---------------- | ------- | ------------ | --------------- |
| Prima stagione   | 36      | 1962-1963    |                 |
| Seconda stagione | 36      | 1963-1964    |                 |
| Terza stagione   | 34      | 1964-1965    |                 |
| Quarta stagione  | 32      | 1965-1966    |                 |
| Quinta stagione  | 30      | 1966-1967    |                 |
| Sesta stagione   | 30      | 1967-1968    |                 |
| Settima stagione | 26      | 1968-1969    |                 |
| Ottava stagione  | 26      | 1969-1970    |                 |
| Nona stagione    | 24      | 1970-1971    |                 |

## Personaggi e interpreti
- J.D. "Jed" Clampett, interpretato da Buddy Ebsen, doppiato in italiano da Riccardo Garrone.[4]
Nonostante sia poco istruito, Jed Clampett possiede molto buon senso. Jed è il figlio di Luke Clampett e ha una sorella di nome Myrtle. Uno dei personaggi principali dello show, Jed è un uomo semplice ma di buon cuore ed è apparentemente il capo-famiglia. La moglie di Jed (la madre di Elly May) è morta da tempo e si chiamava Rose Ellen. Jed è un esperto tiratore ed è estremamente leale verso la sua famiglia. La scoperta del giacimento di petrolio nella sua proprietà dà il via alla sua scalata verso i quartieri alti di Beverly Hills. Anche se sente forte la nostalgia per le sue montagne, fa del suo meglio per ambientarsi nella nuova realtà. Spesso, quando non trova la soluzione di un problema, è solito sedersi sulla soglia di casa fino a quando la risposta non gli viene in mente. Jed è uno degli unici tre personaggi che appaiono in tutti i 274 episodi della serie.
- Daisy May Moses, interpretata da Irene Ryan, doppiata in italiano da Annarosa Garatti.[4]
Confidenzialmente chiamata "nonna" ("granny") da tutti (parenti e non), è la suocera di Jed. Paul Henning, il creatore/produttore della serie, scartò subito l'idea che ella potesse essere la madre di Jed, perché sarebbero cambiate le dinamiche dello show, rendendo la nonna la matriarca della famiglia e quindi Jed a lei subordinato. Talvolta nonna può essere aggressiva ma viene spesso tenuta a freno da Jed. In cuor suo è una fervente sostenitrice degli Stati Confederati d'America, prende sempre le difese del Presidente Jefferson Davis, della bandiera, e dello stile di vita semplice e ruspante. Piccola e minuta, nonna si porta dietro frequentemente un fucile a doppia canna, caricato a pallettoni di sale e non si fa scrupoli ad usarlo. Senza occhiali è praticamente cieca. Ha il terrore degli indiani e delle piscine (non sapendo nuotare e avendo paura dell'acqua).
Il nome del personaggio, Daisy Moses, è un omaggio alla popolare artista folk Anna Mary Robertson, conosciuta come Grandma Moses. (Grandma Moses morì nel 1961, un anno prima del debutto televisivo di Beverly Hillbillies). Spesso viene chiamata "nonna Clampett" ma tecnicamente il suo cognome è Moses. Nonna appare in tutti e 274 gli episodi.
- Elly May Clampett, interpretata da Donna Douglas, doppiata in italiano da Emanuela Fallini.[4]
È l'unica figlia di Jed e Rose Ellen Clampett, è una bellezza campagnola con il corpo di una pinup e l'anima di un maschiaccio. Ama gli animali, che spesso considera migliori delle persone. È assolutamente incapace di cucinare. Durante l'ultima stagione delle serie, Elly May va a lavorare come segretaria in una banca quando Jed e nonna la convincono che è ora che si "trovi un marito".
- Jethro Bodine, interpretato da Max Baer Jr., doppiato in italiano da Rino Bolognesi.[4]
È il figlio della cugina di Jed, Pearl Bodine. Nonostante sia stato a scuola, Jethro è un idiota totale, ingenuo e credulone anche se grande e grosso all'apparenza. All'inizio della serie, Jethro è semplicemente uno sprovveduto ma con il proseguire della serie diventa sempre più ignorante e presuntuoso. A Beverly Hills, decide di iscriversi al college. È un mangiatore da competizione. Molte puntate della serie vertono sui tentativi di Jethro di decidere che professione intraprendere da "grande", con ipotesi quali neurochirurgo, pilota, spia, produttore hollywoodiano, ecc.

## Produzione

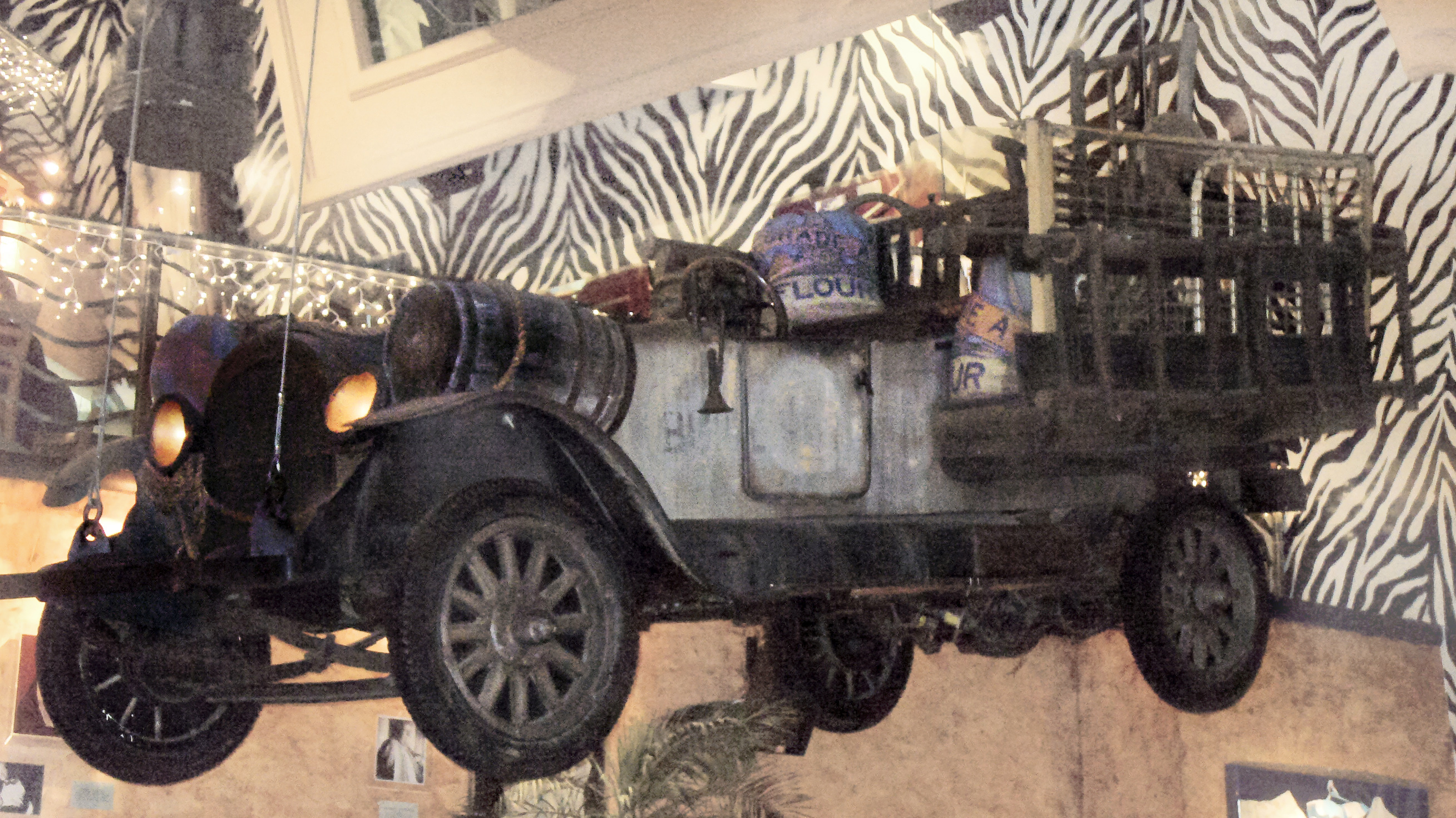
L'auto dei Clampett era una Oldsmobile del 1921. Una replica, modificata da George Barris, è ora in mostra al ristorante Planet Hollywood di Downtown Disney. L'originale si trova invece al College of the Ozarks.

La nona stagione del telefilm trasmessa nel 1970–71 si classificò alla trentatreesima posizione su 96 programmi totali nell'indice di gradimento del pubblico. Nonostante il risultato dignitoso, il programma venne cancellato nella primavera del 1971 dopo 274 episodi. La CBS, su pressione degli sponsor, era alla ricerca di un pubblico maggiormente sofisticato, e decise di focalizzare l'attenzione su show dall'ambientazione più giovane, moderna ed urbana. Per fare spazio a queste nuove produzioni, tutti i programmi comici a tema campestre furono cancellati in contemporanea. L'operazione divenne nota con il nome "purga rurale". Pat Buttram, che impersonava Mr. Haney in La fattoria dei giorni felici, notoriamente disse: «Fu l'anno nel quale la CBS uccise qualsiasi programma che mostrasse un albero al suo interno».

## Colonna sonora
Il tema musicale dello show, The Ballad of Jed Clampett, fu scritto dal produttore Paul Henning e originariamente eseguito dai musicisti bluegrass Flatt & Scruggs. La canzone è cantata da Jerry Scoggins (supportato ai cori da Flatt & Scruggs) sui titoli di testa e di coda di ogni puntata. Successivamente Flatt & Scruggs incisero la propria versione del brano (con Flatt alla voce) per la Columbia Records; e la pubblicarono come singolo, raggiungendo la posizione numero 44 della Billboard Hot 100 e la vetta della classifica Billboard Hot Country.
Nel 1963 i sei protagonisti della serie parteciparono all'album della colonna sonora prodotto dalla Columbia. In aggiunta, Ebsen, Ryan, e Douglas pubblicarono anche qualche singolo a loro nome grazie al successo del programma, incluso il 45 giri parlato della Ryan Granny's Miniskirt pubblicato nel 1966.

## Distribuzione
Le prime 3 stagioni (106 episodi) sono in bianco e nero mentre le altre 6 (168 episodi) sono a colori.
55 episodi della serie sono di pubblico dominio (tutti i 36 episodi della prima stagione, più 19 della seconda), poiché la Orion Television, succeduta alla Filmways, non rinnovò il copyright. Di conseguenza, queste puntate sono state pubblicate ripetute volte in videocassetta e DVD in versioni scadenti da compagnie low-budget e trasmesse in tv da reti locali in copie di bassa qualità. In molte delle uscite video degli episodi in pubblico dominio, la sigla originale è stata sostituita da generica musica country per ragioni di copyright. Prima di morire, Paul Henning, i cui eredi ora detengono i negativi originali degli episodi di pubblico dominio, autorizzò la MPI Home Video a pubblicare il meglio delle prime due stagioni in DVD. Il primo cofanetto uscì nel 2005.

## Accoglienza
All'epoca Beverly Hillbillies ricevette critiche generalmente negative. The New York Times definì lo show "straniante e non divertente"; Variety lo descrisse come "sgradevole a vedersi". Fuori dal coro fu la recensione del noto critico Gilbert Seldes nel numero del 15 dicembre 1962 di TV Guide: "L'intero concetto sul quale si basa The Beverly Hillbillies è fondato sull'incoraggiamento all'ignoranza... Ma è divertente. Cosa posso farci?"
Nonostante le critiche sfavorevoli, la serie divenne molto popolare e riscosse gran successo di pubblico. Durante le prime due stagioni, fu il programma più visto negli Stati Uniti. Durante la seconda stagione, ebbe i rating di ascolto più alti mai registrati per una sit-com di mezz'ora di durata. L'episodio The Giant Jackrabbit della seconda stagione divenne il programma più visto di sempre in America all'epoca della sua prima messa in onda.

## Opere derivate

### Film per la televisione
Nel 1981, il film per la televisione Return of the Beverly Hillbillies, scritto e prodotto da Paul Henning, venne trasmesso sul canale televisivo CBS. Irene Ryan era morta nel 1973, e Raymond Bailey nel 1980. Anche se nella sceneggiatura viene fatto riferimento alla morte della nonna, fu introdotto il personaggio della sua centenaria madre (interpretata da Imogene Coca) per avere una figura simile. Max Baer Jr. rifiutò di riprendere il ruolo che aveva condizionato tutta la sua carriera d'attore, e così Jethro Bodine venne interpretato da Ray Young.
La trama del film vede Jed tornare alla sua vecchia casa a Bug Tussle, avendo spartito il suo patrimonio tra Elly May e Jethro, entrambi stabilitisi sulla West Coast. Jethro è diventato un egocentrico produttore hollywoodiano, Elly May dirige uno zoo-fattoria con animali domestici. La signorina Jane e il suo boss (Werner Klemperer) hanno una storia d'amore. Alla fine della storia i quattro personaggi principali si riuniscono insieme.
Essendo stato girato dieci anni dopo la conclusione della serie, generalmente il giudizio degli spettatori circa il film-tv fu che lo spirito originale della serie era ormai andato perduto, complici le scomparse della Ryan e di Bailey e l'assenza di Baer, con quindi solo tre dei sei membri originali del cast in grado di riprendere il proprio ruolo. Inoltre, molte delle location originarie, compresa villa Clampett, non furono disponibili per le riprese a causa dei costi troppo elevati richiesti dai nuovi proprietari. Henning stesso ammise di aver provato imbarazzo a vedere il prodotto finito trasmesso in televisione, rimpiangendo di non aver avuto il tempo necessario per rifinire meglio il copione.

### Speciale televisivo
Nel 1993, Ebsen, Douglas, e Baer si riunirono sugli schermi in occasione di The Legend of the Beverly Hillbillies, uno speciale celebrativo dedicato alla serie da CBS-TV. Si trattò di uno dei rari omaggi alla sitcom da parte della CBS, che doveva gran parte del suo successo alle serie prodotte negli anni sessanta, i cui vertici però provarono sempre una sorta di imbarazzo verso The Beverly Hillbillies, spesso sminuendo l'importanza del programma nella storia del network ed invitando raramente i membri del cast a partecipare ai vari programmi retrospettivi.
Lo speciale The Legend of The Beverly Hillbillies ignora del tutto gli sviluppi della trama visti nel film tv del 1981; per esempio Jethro non è un produttore cinematografico bensì un eminente medico di Los Angeles, Elly May si occupa ancora di animali, ma Jed è tornato a casa sulle montagne, avendo perso la sua fortuna, sottrattagli dal disonesto banchiere Drysdale poi finito in prigione. Nancy Kulp era morta nel 1991 e quindi furono fatti solo sporadici riferimenti al suo personaggio nonostante i molteplici filmati di repertorio che la riguardavano mostrati all'interno dello special. Nel 1995 The Legend of The Beverly Hillbillies fu pubblicato in VHS dalla CBS/Fox Video, e nel 2009 venne inserito nei contenuti extra del cofanetto DVD della terza stagione della serie.

### Remake cinematografico
Nel 1993 viene realizzato il remake cinematografico A Beverly Hills... signori si diventa, diretto da Penelope Spheeris. 

### Parodia porno
Nel 2011 è uscita la parodia porno del telefilm, intitolata Beverly Hillbillies XXX: A XXX Parody e diretta da Will Ryder.